# Le Clos Martel
Le Clos Martel est un lieu-dit de la commune française du Broc, situé dans le département des Alpes-Maritimes en région Provence-Alpes-Côte d'Azur.

## Géographie

### Localisation
Le lieu-dit Le Clos Martel est situé à 200 mètres d'altitude, en dessous du village du Broc. Il est au confluent du Var et de l'Estéron et installé sur zone de gypse et de calcaire. 
Le Clos Martel est à 35 minutes en voiture de Nice et à 1h15 des stations de ski des Alpes Maritimes (Auron, Isola 2000, etc.).

### Climat
Le Clos Martel jouit du climat typique des Alpes Maritimes, c'est-à-dire des températures assez douces en hiver avec cependant de lourdes précipitations, laissant la possibilité à des jours de pluie et quelques jours de gel et neige. Et en été, des températures chaudes mais dépassant rarement les 30 degrés dues, notamment, aux brises de terre dans l'après-midi. 

### Risques Naturels
La commune du Broc ainsi que ses lieux-dits, dont Le Clos Martel, sont soumis à plusieurs risques naturels : risque d'inondation par le Var et l'Estéron, risque sismique (de niveau 4 sur une échelle de 1 à 5), risque de mouvement de terrain (éboulements, glissements, reptations, effondrements et ravinements) et risque d'incendies de forêt. 
Le Clos Martel est concerné par tous ces risques, sauf celui de l'inondation. En effet, étant situé, pour une moitié de sa superficie, sur une zone de gypse et en climat de lourdes précipitations en hiver, le risque de mouvement de terrain est élevé. 

### Catastrophes naturelles

#### Mouvement de terrain
En février 2014, de grosses précipitations ont entraîné un éboulement important au Clos Martel. Une partie du flanc de montagne, à l'entrée du Clos Martel, s'est effondrée et a coupé une partie de la route. 

#### Sismique
Le lieu-dit a connu de nombreux petits séismes : le 14/05/2006 aux Ferres de magnitude 2.1 et s'est fait ressentir jusqu'au Clos Martel, le 27/12/2008 au nord-ouest de Gilette de magnitude 2.2 et s'est fait ressentir jusqu'au Clos Martel.

## Démographie
Les habitants du Clos Martel sont appelés les Brocois. L'évolution démographique et le recensement de la population du Clos Martel se fait par celles de la commune du Broc. Par conséquent, nous ne connaissons pas le nombre exact d'habitants du Clos Martel, mais doivent être à priori une cinquantaine.
L'évolution du nombre d'habitants est connue à travers les recensements de la population effectués dans la commune du Broc depuis 1793. À partir de 2006, les populations légales des communes sont publiées annuellement par l'Insee. Le recensement repose désormais sur une collecte d'informations annuelle, concernant successivement tous les territoires communaux au cours d'une période de cinq ans. Pour les communes de moins de 10 000 habitants, une enquête de recensement portant sur toute la population est réalisée tous les cinq ans, les populations légales des années intermédiaires étant quant à elles estimées par interpolation ou extrapolation. Pour la commune, le premier recensement exhaustif entrant dans le cadre du nouveau dispositif a été réalisé en 2008.  
En 2018, la commune comptait 1 416 habitants, en augmentation de 0,78 % par rapport à 2013 (Alpes-Maritimes : +0,5 %, France hors Mayotte : +2,36 %).

## Monuments
- Chapelle Saint-Joseph[2] : La date de construction exacte n'est pas connue mais la chapelle a été mentionnée pour la première fois à la suite d'une visite en 1771. À cette époque elle était privée et appartenait à Mathieu Rostan et André Michelis. Cependant, elle reste dans le domaine public car les propriétaires ont fait don de l'édifice au diocèse. L'édifice, d'environ 6 x 4 m, est constitué d'une seule nef et d'un chevet plat avec un autel en marbre banc du XIXe siècle provenant de l'ancienne chapelle des Pénitents du Broc. Une toile représentant Bernardin, Pierre et Joseph implorant la Vierge surplombe le chevet. Le toit de la chapelle est coiffé d'un clocheton et d'une petite croix. Sur la cloche qui occupe de clocheton est inscrit : « S. IONANNE ORA PRO NOBIS 1820 » et des vignettes de la Vierge, évêque et crucifix sont visibles.
- Château des Dosfraires[3] : Il est nommé à tort le château de Fougassières car il surplombe le petit hameau de Fougassières. Le « château » est en réalité une grande bâtisse appartenant aux Dosfraires. Il se situe sur une crête étroite qui domine l'Estéron et Gilette. Il a été mentionné pour la première fois dans les années 1251-1252 lors de l'enquête de Charles 1er d'Anjou sous le nom de « castrum de Duobus-Fratibus ». Puis en 1670, ses ruines sont signalées, l'on suppose donc qu'il a disparu lors des guerres du XIXe siècle[4]. Le château a été étudié plusieurs fois entre les années 1972 et 2008, ce qui nous permet de connaître quelques détails architecturaux. Il possède un donjon, datant du XIIIe siècle, une enceinte et une terrasse d'artillerie avec une tour, une chapelle avec une unique nef et de deux tours à chaque extrémité de la crête. Aujourd'hui, il n'est plus sur le même territoire administratif du Clos Martel.